# 羽生名人之趣味将棋
《羽生名人之趣味将棋》是一款由Access制作，Tomy发行的将棋类游戏。本游戏于1995年3月31日在日本地区超级任天堂发行。
本游戏由羽生善治监制。
Fami通对本游戏的评分为25/40分。